# Букмекерство в России
Букмекерство в России — один из элементов российской спортивной культуры и отрасль российской экономики в сфере букмекерства.

## История
В России тотализаторы и букмекеры появились ещё во времена Российской Империи, но почти всю советскую эпоху букмекерской деятельности в СССР практически не было. В 1980—х годах в СССР учредили спортивный тотализатор «Спортпрогноз» государственного Управления лотерей СССР, ранее занимавшегося лишь лотереями (например, лотерея «Спринт») и кено под названием «Спортлото», а примерно в 1991 году в Москве появились первые советские букмекерские конторы современности.

## Законодательное регулирование
В настоящее время в России работают множество букмекерских контор, их деятельность регулируется Федеральным законом № 244-ФЗ от 29 декабря 2006 года «О государственном регулировании деятельности по организации и проведению азартных игр и о внесении изменений в некоторые законодательные акты Российской Федерации».
4 июля 2015 года, депутаты Госдумы РФ в третьем чтении большинством в 289 голосов приняли законопроект № 260152-6, который вносит изменения в игорное законодательство, легализуя онлайн-букмекеров в России.
28 марта 2017 года президент России Владимир Путин подписал закон об отчислениях букмекерских контор в интересах развития спорта в размере 5 % от базы расчёта целевых отчислений.
С октября 2020 года целевые отчисления распространяются, в том числе и на иностранный спорт в размере 5 % от доходов с событий, проходящих за рубежом.
30 декабря 2020 года принят федеральный закон, предусматривающий увеличение объёма целевых отчислений и создание публично-правовой компании «Единый регулятор азартных игр».
С октября 2021 года размер целевых отчислений составил 1,5% от суммы всех заключённых пари, но не менее 30 миллионов рублей в квартал.
Регулятором букмекерской отрасли России выступает Федеральная налоговая служба.
Параллельно с принятием нового законодательства запустили работу единого регулятора азартных игр — ЕРАИ. Созданная структура функционирует вместе с проектом «Единый ЦУПИС», который является процессинговым центром для учёта перевода ставок букмекерских контор и тотализаторов, а также объектом налогообложения налога на игорный бизнес. Каждый новый зарегистрированный пользователь должен пройти дополнительную верификацию в ЦУПИС для получения возможности делать ставки в легальных букмекерских конторах на территории РФ. Также сервисом ЕЦУПИС был запущен механизм «Ответственная игра», позволяющий клиенту букмекерских контор сознательно ограничить себя в возможности делать ставки. За первые полтора года работы сервисом самоограничения воспользовались более 70 тысяч человек, из них 25 тысяч ограничили для себя возможность делать ставки навсегда.

## Крупнейшие букмекерские компании
Фонбет, Лига Ставок, Марафон, Winline, PARI и другие.

## Показатели деятельности
В 2017 году аналитический сервис «Рейтинг Букмекеров» опубликовал результаты масштабного исследования букмекерского рынка в России. Объем рынка, рассчитанный как сумма всех ставок составил 677 млрд рублей, объем легального сегмента рынка 403 млрд рублей (порядка 60 %). Доход компаний букмекеров был определен на уровне 47 млрд рублей, что составило 1,2 % от мирового оборота.
На текущий момент данные в разных источниках разные. По данным ЕЦУПИС, оператора платежей букмекерской деятельности в России, за неполный 2024 год россияне перевели букмекерам 835 млрд рублей. Всего зарегистрированных пользователей в России более 15 миллионов. Однако Министерство Финансов РФ оценивает объем игроков российских букмекерских компаний в 2024 году в 6 млн игроков, объем платежей в 1 триллион рублей. 